# حميمق
الحُمَيْمِق أو السَّقَاوة أو الصقر الحوام أو الصقر الجراح (بالإنجليزية: Buzzard) واحد من مجموعة الطيور الجارحة، قريبة الصلة بالصقور. وتعيش طيور الحميمق الأصلية في آسيا وأوروبا،بصفة أساسيّة. أما تلك التي تعيش بأمريكا الشمالية وتُسمّى بصفة عامة هوكس (صقور) ليست سوى نسور عادية.
وتشتمل طيور الحميمق الأصلية الهامّة على طيور الحميمق العادية وتعيش في آسيا وأوروبا، وتعيش طيور الحميمق المسرولة في شمال أوروبا وأمريكا الشمالية، ويبلغ طول كل من هذين النوعين من الطيور 55 سم ويمتازان بأجسام قوية، وأجنحة عريضة، وذيول مستديرة، وتتميّز أجزاؤها العليا بلون بني داكن، يكون فاتحاً بالنسبة للأجزاء السُّفلى، ويمتاز النوع من طيور الحميمق المسرولة بأرجلها المكسوّة بالريش، وتتغذّى الصقور الحوامة بالثدييات الصغيرة بصفة أساسية، أما حميمق النحل فيتغذّى بصفة أساسية بالنحل، وكذلك بالدبابير ويرقاتها، وتبني هذه الصقور أعشاشها في الأشجار، أو فوق الأجراف.